# Three Months
Three Months je americký hraný film z roku 2022, který režíroval Jared Frieder podle vlastního scénáře. Snímek měl světovou premiéru 23. února 2022.

## Děj
V roce 2011 na Floridě má Caleb Khan krátce před maturitou. Po smrti otce bydlí s babičkou, protože matka, ortodoxní židovka, se s ním nechce vídat, protože Caleb je gay. Na konci školního roku byl při jedné náhodné známosti vystaven viru HIV. Nyní musí čekat tři měsíce, jestli se u něj potvrdí nákaza či nikoliv. Při tom řeší problémy s novým vztahem, kamarádkou, babičkou a matkou.

## Obsazení
| Troye Sivan       | Caleb       |
| Viveik Kalra      | Estha       |
| Brianne Tju       | Dara        |
| Javier Muñoz      | Doktor Diaz |
| Judy Greer        | Suzanne     |
| Amy Landecker     | Edith       |
| Louis Gossett Jr. | Benny       |
| Ellen Burstynová  | Valerie     |